# Darshan

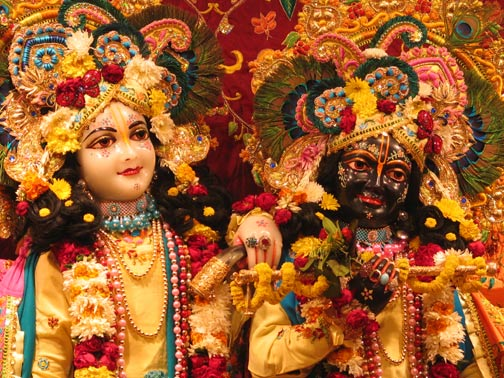
Krishna et son frère Balarâma.

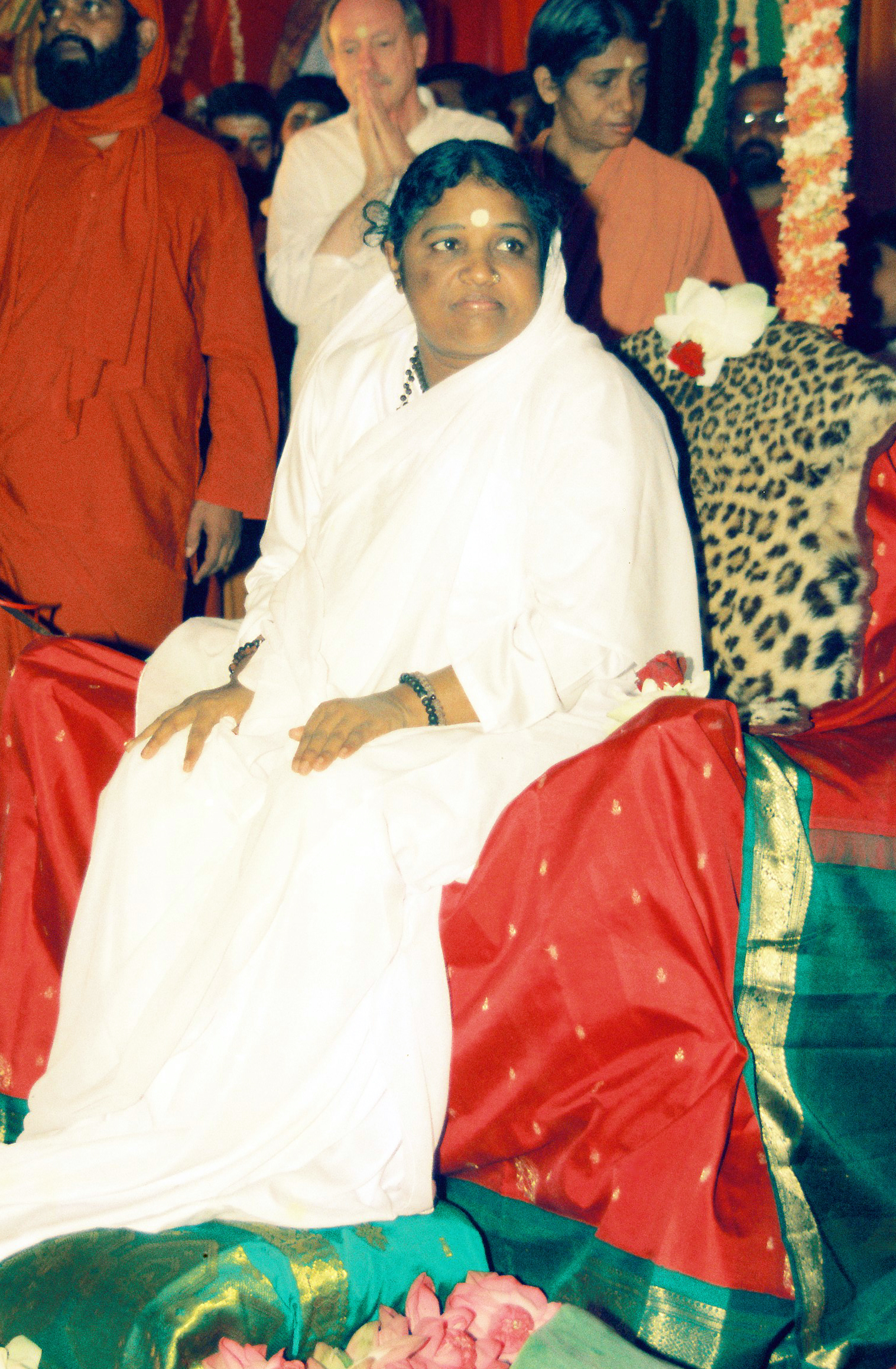
Mata Amritanandamayi se préparant à donner le Darshan

Darshan ou darśana (sanskrit IAST ;  devanāgarī : दर्शन, « vue, vision ») est un terme de l'hindouisme qui signifie « vision du divin », « être en présence de la divinité » ou encore « vision de l'idole dans le sanctuaire d'un temple ».
Le darshan est donc un moment où le dévot est en contact visuel direct avec l'idole d'un dieu, un avatar, un maître spirituel vivant ou la représentation d'un maître défunt. Il peut s'agir d'une vision concrète (être en présence du maître et recevoir sa bénédiction) ou d'une vision intérieure déclenchée par l'émotion des circonstances (lieu, méditation, etc.). Le darshan est donc considéré comme une expérience spirituellement bénéfique et, dans sa compréhension la plus populaire, aurait un pouvoir de guérison à divers degrés, selon les prétentions de ceux qui l'accomplissent,.
Dans la philosophie indienne, on utilise le terme darshana (avec « a » finale) pour désigner un système philosophique, en particulier les six systèmes de pensée de l'hindouisme dits astikas.

## Exemples de Darshan indien
Mata Amritanandamayi, communément appelée Amma, est célèbre en Occident comme en Inde pour son Darshan, qui s'effectue sous la forme d'une étreinte, ainsi que Mère Meera qui, elle, reste immobile et ne propose pas de contact physique. Mais des milliers de darshans ont lieu quotidiennement en Inde auprès de maîtres spirituels moins connus en Occident.
Le cinéaste Jan Kounen a consacré un film au darshan d'Amma : Darshan, l'étreinte.

## Dans le sikhisme
En visualisant par l'esprit le livre saint du sikhisme, le Guru Granth Sahib, ou en entendant ses écrits, sont deux des manières de vivre le darshan pour les sikhs. Le darshan sikh est aussi décrit dans le Guru Granth Sahib comme une contemplation ou une expérience divine (comme une lumière intérieure). Le terme d'origine arabe « nadari » est également utilisé.   